# Мергенево
Мергенево (каз. Мерген) — село в Акжаикском районе Западно-Казахстанской области Казахстана. Административный центр Мергеневского сельского округа. Код КАТО — 273267100.
Село расположено на высоком и обрывистом правом берегу реки Урал.

## Население
В 1999 году население села составляло 1405 человек (692 мужчины и 713 женщин). По данным переписи 2009 года, в селе проживали 1043 человека (531 мужчина и 512 женщин).

## История
Станица Мергеневская входила во 2-й Лбищенский военный отдел Уральского казачьего войска.
Своё название станица получила от имени калмыка Мергеня, который ещё до основания казаками форпоста имел здесь свою стоянку.
В 1900 году в станице были церковь и школа.